# Svetlana Bortnikova
Svetlana Bortnikova (in russo Светлана Бортникова?) (17 giugno 1997) è una calciatrice kazaka, attaccante del BIIK Kazygurt e della nazionale kazaka.

## Carriera

### Club
Dopo aver giocato nel campionato kazako nella squadra del BIIK-SDYUCSH №7 fino al 2015, durante il calciomercato invernale Bortnikova si trasferisce al BIIK Kazygurt campione del Kazakistan, avendo così l'opportunità di rappresentare per la prima volta il proprio paese in una competizione UEFA per club, la UEFA Women's Champions League, nell'edizione 2016-2017. In quell'occasione, nella prima fase di qualificazione, sigla una delle tre reti con le quali il  BIIK Kazygurt supera le moldave del Criuleni.

### Nazionale
Nel 2012 Bortnikova viene selezionata dalla federazione calcistica del Kazakistan (KFF) per vestire la maglia della nazionale kazaka Under-17, inserita in rosa per le qualificazioni al campionato europeo di categoria 2013 e giocando tutte le tre partite del gruppo 8, perdendole, del primo girone eliminatorio e nel quale sigla l'unica rete per il Kazakistan nell'ultimo incontro perso per 4-1 con le avversarie del Montenegro. Stessa sorte l'anno successivo nelle qualificazioni all'europeo 2014, dove la squadra non riesce a siglare alcuna rete.
Dal 2014 viene inserita in rosa nella formazione Under-19, impiegata nei due tentativi alla qualificazione degli europei di categoria, nelle edizioni 2015, dove segna alla Turchia una delle due sole reti siglate dalla nazionale del torneo, e 2016.
Dal 2015 è convocata nella nazionale maggiore con la quale partecipa alle qualificazioni del campionato europeo ai Paesi Bassi 2017.